# Mesomyzostoma reichenspergeri
Mesomyzostoma reichenspergeri is een ringworm uit de familie Myzostomatidae. Mesomyzostoma reichenspergeri werd in 1918 voor het eerst wetenschappelijk beschreven door Remscheid. 